# Lucanus pulchellus
Lucanus pulchellus es una especie de coleóptero de la familia Lucanidae.

## Distribución geográfica
Habita en Vietnam.